# Рос, Томас де, 9-й барон де Рос
Томас де Рос (англ. Thomas de Ros; 9 сентября 1427 — 17 мая 1464) — английский аристократ, 9-й барон де Рос (с 1430 года), участник войн Алой и Белой розы, в которых поддерживал Ланкастеров. Сражался при Уэйкфилде в 1460 году и во второй битве при Сент-Олбансе в 1461 году. В конце 1462 года после капитуляции одного из замков в Нортумберленде попал в плен, получил пощаду и свободу, но продолжил борьбу. В 1464 году был разбит при Хегли-Мур. После нового поражения при Хексеме снова оказался в плену и на этот раз был казнён.

## Биография
Томас де Рос принадлежал к одной из самых знатных и влиятельных семей Северной Англии. Он был старшим сыном 8-го барона де Рос того же имени и Элеоноры Бошан; Томас-старший уже в 1430 году погиб во Франции, оставив сыну обширные владения в ряде графств и баронский титул. В наследственные права де Рос вступил в 1445 году, когда достиг совершеннолетия. В течение всей жизни он поддерживал короля Генриха VI из династии Ланкастеров, и тот награждал своего вассала за верную службу. В частности, де Рос имел право продавать шерсть без уплаты пошлины, а в 1460 году получил от короны пенсию в 40 фунтов стерлингов в качестве возмещения расходов.
Де Рос принял активное участие в войнах Алой и Белой розы. 30 декабря 1460 года он сражался с йоркистами при Уэйкфилде, где был разгромлен и погиб Ричард Йоркский, 17 февраля 1461 года — во второй битве при Сент-Олбансе, где был разбит граф Уорик. После этой победы принц Уэльский посвятил де Роса в рыцари (по другой версии, посвящение состоялось ещё в 1452 году). Во время битвы при Таутоне (29 марта 1461 года), в которой Ланкастеры были наголову разгромлены, де Рос находился в Йорке при короле, и вместе с Генрихом VI он бежал в Бервик, а потом в Эдинбург. Там Ланкастеры заручились помощью короля Шотландии. В июне они двинули войско на Дарем, но были вынуждены отступить, наткнувшись на войско епископа Даремского и Невиллов. Захвативший престол сын Ричарда Йоркского Эдуард IV добился от парламента принятия «Билля об измене», предусматривавшего конфискацию владений и титулов ланкастерских лордов — в том числе де Роса (в ноябре 1461 года). Владения сэра Томаса перешли к лорду Уильяму Гастингсу. Де Росу пришлось бежать на континент, но позже он продолжил борьбу.
Де Рос был в числе сторонников ланкастерской партии, которые высадились в октябре 1462 года в Нортумберленде и заняли несколько замков. Эдуард IV вскоре осадил эти крепости и заставил их сдаться; сэр Томас отказался примириться с королём, но его пощадили и даже освободили. Он уехал в Шотландию. Весной 1464 года де Рос тайно вернулся в Англию и снова собрал войско вместе с герцогом Сомерсетом, бароном Хангерфордом и сэром Ральфом де Перси. 25 апреля союзники атаковали маркиза Монтегю при Хеджли-Муре, но были разбиты. 15 мая того же году уже Монтегю напал на ланкастриан при Хексеме и смог разгромить их наголову. Сэр Томас спасся бегством и спрятался в лесу вместе с лордом Хангерфордом, но беглецов нашли и схватили на следующий день. 17 мая оба были обезглавлены в Ньюкасле за измену.

## Семья
Томас де Рос был женат на Филиппе Типтофт, дочери Джона Типтофта, 1-го барона Типтофта, и Джойс Черлтон. В этом браке родились семь детей, в том числе:
- Эдмунд, 10-й барон де Рос;
- Элеанора, жена сэра Роберта Мэннерса;
- Изабелла, жена сэра Томаса Эверингема, сэра Томаса Грея и сэра Томаса Ловела;
- ещё одна дочь, чьё имя неизвестно[1].